# Llista d'asteroides/106901–107000
| Nom      | Designació provisional | Data de descobriment | Lloc de descobriment | Descobridor/s |
| -------- | ---------------------- | -------------------- | -------------------- | ------------- |
| 106901 - | 2000 YB45              | 30 de desembre, 2000 | Socorro              | LINEAR        |
| 106902 - | 2000 YJ45              | 30 de desembre, 2000 | Socorro              | LINEAR        |
| 106903 - | 2000 YN45              | 30 de desembre, 2000 | Socorro              | LINEAR        |
| 106904 - | 2000 YH46              | 30 de desembre, 2000 | Socorro              | LINEAR        |
| 106905 - | 2000 YP46              | 30 de desembre, 2000 | Socorro              | LINEAR        |
| 106906 - | 2000 YJ47              | 30 de desembre, 2000 | Socorro              | LINEAR        |
| 106907 - | 2000 YZ47              | 30 de desembre, 2000 | Socorro              | LINEAR        |
| 106908 - | 2000 YX48              | 30 de desembre, 2000 | Socorro              | LINEAR        |
| 106909 - | 2000 YA49              | 30 de desembre, 2000 | Socorro              | LINEAR        |
| 106910 - | 2000 YF49              | 30 de desembre, 2000 | Socorro              | LINEAR        |
| 106911 - | 2000 YH49              | 30 de desembre, 2000 | Socorro              | LINEAR        |
| 106912 - | 2000 YN49              | 30 de desembre, 2000 | Socorro              | LINEAR        |
| 106913 - | 2000 YF50              | 30 de desembre, 2000 | Socorro              | LINEAR        |
| 106914 - | 2000 YO51              | 30 de desembre, 2000 | Socorro              | LINEAR        |
| 106915 - | 2000 YX51              | 30 de desembre, 2000 | Socorro              | LINEAR        |
| 106916 - | 2000 YS52              | 30 de desembre, 2000 | Socorro              | LINEAR        |
| 106917 - | 2000 YT52              | 30 de desembre, 2000 | Socorro              | LINEAR        |
| 106918 - | 2000 YZ52              | 30 de desembre, 2000 | Socorro              | LINEAR        |
| 106919 - | 2000 YC53              | 30 de desembre, 2000 | Socorro              | LINEAR        |
| 106920 - | 2000 YG54              | 30 de desembre, 2000 | Socorro              | LINEAR        |
| 106921 - | 2000 YN54              | 30 de desembre, 2000 | Socorro              | LINEAR        |
| 106922 - | 2000 YM55              | 30 de desembre, 2000 | Socorro              | LINEAR        |
| 106923 - | 2000 YM57              | 30 de desembre, 2000 | Socorro              | LINEAR        |
| 106924 - | 2000 YT57              | 30 de desembre, 2000 | Socorro              | LINEAR        |
| 106925 - | 2000 YS58              | 30 de desembre, 2000 | Socorro              | LINEAR        |
| 106926 - | 2000 YG61              | 30 de desembre, 2000 | Socorro              | LINEAR        |
| 106927 - | 2000 YV61              | 30 de desembre, 2000 | Socorro              | LINEAR        |
| 106928 - | 2000 YQ62              | 30 de desembre, 2000 | Socorro              | LINEAR        |
| 106929 - | 2000 YV62              | 30 de desembre, 2000 | Socorro              | LINEAR        |
| 106930 - | 2000 YY63              | 30 de desembre, 2000 | Socorro              | LINEAR        |
| 106931 - | 2000 YC64              | 30 de desembre, 2000 | Socorro              | LINEAR        |
| 106932 - | 2000 YN64              | 30 de desembre, 2000 | Socorro              | LINEAR        |
| 106933 - | 2000 YY64              | 29 de desembre, 2000 | Kitt Peak            | Spacewatch    |
| 106934 - | 2000 YJ65              | 16 de desembre, 2000 | Kitt Peak            | Spacewatch    |
| 106935 - | 2000 YB66              | 30 de desembre, 2000 | Socorro              | LINEAR        |
| 106936 - | 2000 YF66              | 30 de desembre, 2000 | Kitt Peak            | Spacewatch    |
| 106937 - | 2000 YV66              | 30 de desembre, 2000 | Kitt Peak            | Spacewatch    |
| 106938 - | 2000 YR69              | 30 de desembre, 2000 | Socorro              | LINEAR        |
| 106939 - | 2000 YX69              | 30 de desembre, 2000 | Socorro              | LINEAR        |
| 106940 - | 2000 YF70              | 30 de desembre, 2000 | Socorro              | LINEAR        |
| 106941 - | 2000 YR70              | 30 de desembre, 2000 | Socorro              | LINEAR        |
| 106942 - | 2000 YY70              | 30 de desembre, 2000 | Socorro              | LINEAR        |
| 106943 - | 2000 YX72              | 30 de desembre, 2000 | Socorro              | LINEAR        |
| 106944 - | 2000 YA73              | 30 de desembre, 2000 | Socorro              | LINEAR        |
| 106945 - | 2000 YN75              | 30 de desembre, 2000 | Socorro              | LINEAR        |
| 106946 - | 2000 YD76              | 30 de desembre, 2000 | Socorro              | LINEAR        |
| 106947 - | 2000 YL76              | 30 de desembre, 2000 | Socorro              | LINEAR        |
| 106948 - | 2000 YM76              | 30 de desembre, 2000 | Socorro              | LINEAR        |
| 106949 - | 2000 YO76              | 30 de desembre, 2000 | Socorro              | LINEAR        |
| 106950 - | 2000 YW76              | 30 de desembre, 2000 | Socorro              | LINEAR        |
| 106951 - | 2000 YQ77              | 30 de desembre, 2000 | Socorro              | LINEAR        |
| 106952 - | 2000 YW77              | 30 de desembre, 2000 | Socorro              | LINEAR        |
| 106953 - | 2000 YL78              | 30 de desembre, 2000 | Socorro              | LINEAR        |
| 106954 - | 2000 YS78              | 30 de desembre, 2000 | Socorro              | LINEAR        |
| 106955 - | 2000 YY78              | 30 de desembre, 2000 | Socorro              | LINEAR        |
| 106956 - | 2000 YZ78              | 30 de desembre, 2000 | Socorro              | LINEAR        |
| 106957 - | 2000 YJ79              | 30 de desembre, 2000 | Socorro              | LINEAR        |
| 106958 - | 2000 YN79              | 30 de desembre, 2000 | Socorro              | LINEAR        |
| 106959 - | 2000 YR79              | 30 de desembre, 2000 | Socorro              | LINEAR        |
| 106960 - | 2000 YU79              | 30 de desembre, 2000 | Socorro              | LINEAR        |
| 106961 - | 2000 YZ79              | 30 de desembre, 2000 | Socorro              | LINEAR        |
| 106962 - | 2000 YO80              | 30 de desembre, 2000 | Socorro              | LINEAR        |
| 106963 - | 2000 YC81              | 30 de desembre, 2000 | Socorro              | LINEAR        |
| 106964 - | 2000 YJ82              | 30 de desembre, 2000 | Socorro              | LINEAR        |
| 106965 - | 2000 YR84              | 30 de desembre, 2000 | Socorro              | LINEAR        |
| 106966 - | 2000 YF85              | 30 de desembre, 2000 | Socorro              | LINEAR        |
| 106967 - | 2000 YK85              | 30 de desembre, 2000 | Socorro              | LINEAR        |
| 106968 - | 2000 YT86              | 30 de desembre, 2000 | Socorro              | LINEAR        |
| 106969 - | 2000 YB87              | 30 de desembre, 2000 | Socorro              | LINEAR        |
| 106970 - | 2000 YU89              | 30 de desembre, 2000 | Socorro              | LINEAR        |
| 106971 - | 2000 YB90              | 30 de desembre, 2000 | Socorro              | LINEAR        |
| 106972 - | 2000 YN90              | 30 de desembre, 2000 | Socorro              | LINEAR        |
| 106973 - | 2000 YR90              | 30 de desembre, 2000 | Socorro              | LINEAR        |
| 106974 - | 2000 YW90              | 30 de desembre, 2000 | Socorro              | LINEAR        |
| 106975 - | 2000 YW91              | 30 de desembre, 2000 | Socorro              | LINEAR        |
| 106976 - | 2000 YP92              | 30 de desembre, 2000 | Socorro              | LINEAR        |
| 106977 - | 2000 YG93              | 30 de desembre, 2000 | Socorro              | LINEAR        |
| 106978 - | 2000 YO94              | 30 de desembre, 2000 | Socorro              | LINEAR        |
| 106979 - | 2000 YV94              | 30 de desembre, 2000 | Socorro              | LINEAR        |
| 106980 - | 2000 YM96              | 30 de desembre, 2000 | Socorro              | LINEAR        |
| 106981 - | 2000 YU96              | 30 de desembre, 2000 | Socorro              | LINEAR        |
| 106982 - | 2000 YJ97              | 30 de desembre, 2000 | Socorro              | LINEAR        |
| 106983 - | 2000 YC98              | 30 de desembre, 2000 | Socorro              | LINEAR        |
| 106984 - | 2000 YJ98              | 30 de desembre, 2000 | Socorro              | LINEAR        |
| 106985 - | 2000 YD99              | 30 de desembre, 2000 | Socorro              | LINEAR        |
| 106986 - | 2000 YC100             | 30 de desembre, 2000 | Socorro              | LINEAR        |
| 106987 - | 2000 YG100             | 26 de desembre, 2000 | Haleakala            | NEAT          |
| 106988 - | 2000 YE101             | 29 de desembre, 2000 | Anderson Mesa        | LONEOS        |
| 106989 - | 2000 YN102             | 28 de desembre, 2000 | Socorro              | LINEAR        |
| 106990 - | 2000 YX102             | 28 de desembre, 2000 | Socorro              | LINEAR        |
| 106991 - | 2000 YL103             | 28 de desembre, 2000 | Socorro              | LINEAR        |
| 106992 - | 2000 YT103             | 28 de desembre, 2000 | Socorro              | LINEAR        |
| 106993 - | 2000 YC106             | 28 de desembre, 2000 | Socorro              | LINEAR        |
| 106994 - | 2000 YJ106             | 30 de desembre, 2000 | Socorro              | LINEAR        |
| 106995 - | 2000 YO107             | 30 de desembre, 2000 | Socorro              | LINEAR        |
| 106996 - | 2000 YP107             | 30 de desembre, 2000 | Socorro              | LINEAR        |
| 106997 - | 2000 YR108             | 30 de desembre, 2000 | Socorro              | LINEAR        |
| 106998 - | 2000 YA109             | 30 de desembre, 2000 | Socorro              | LINEAR        |
| 106999 - | 2000 YG109             | 30 de desembre, 2000 | Socorro              | LINEAR        |
| 107000 - | 2000 YU109             | 30 de desembre, 2000 | Socorro              | LINEAR        |